# Guido van Rossum
Guido van Rossum (Haarlem, Países Bajos, 31 de enero de 1956) es un informático neerlandés, conocido por ser el autor del lenguaje de programación Python. 
Es la primera persona en obtener el título BDFL (Benevolent Dictator for Life), cuyo título es otorgado a personajes importantes en el mundo del código abierto, teniendo asignada la tarea de fijar las directrices sobre la evolución de Python, así como la de tomar decisiones finales sobre el lenguaje que todos los desarrolladores acatan. Tiene fama de ser bastante conservador, realizando pocos cambios al lenguaje entre versiones sucesivas, intentando mantener siempre la compatibilidad con versiones anteriores. El 12 de julio de 2018, con un mensaje enviado a la lista de python-committers, anunció su retiro de los procesos de decisión.
En el año 2001 recibió el FSF Award for the Advancement of Free Software como reconocimiento por su trabajo. En diciembre de 2005 fue contratado como desarrollador por la empresa estadounidense Google, y después de siete años, a principios de diciembre de 2012, anunció su retirada de la empresa norteamericana para incorporarse en enero de 2013 a la plantilla de la compañía Dropbox. Desde noviembre del 2020 es parte de la División de Desarrolladores de la empresa Microsoft.

## Biografía
Van Rossum nació y creció en los Países Bajos, donde obtuvo su titulación universitaria en matemáticas y computación por la Universidad de Ámsterdam en 1982. A lo largo de su vida ha trabajado tanto en la industria, ya mencionado en la introducción, como en diversos centros de investigación como el instituto holandés Centrum Wiskunde & Informatica (CWI), el estadounidense Instituto Nacional de Estándares y Tecnología o la Corporación para las Iniciativas Investigadoras Nacionales en Reston, Virginia.

## Trabajo
Aunque durante su estancia en el CWI contribuyó a desarrollar rutinas para BSD Unix y también trabajó en el desarrollo del lenguaje de programación ABC, su trabajo más destacado es el lenguaje de programación Python.

### Python
Van Rossum escribió en 1996:

«Hace seis años, en diciembre de 1989, estaba buscando un proyecto de programación como hobby que me mantuviera ocupado durante las semanas de Navidad. Mi oficina estaría cerrada y no tendría más que mi ordenador de casa a mano. Decidí escribir un intérprete para el nuevo lenguaje de scripting que había estado ideando recientemente: un descendiente de ABC que gustaría a los hackers de Unix/c. Elegí el nombre de Python para el proyecto, encontrándome en un estado de ánimo ligeramente irreverente (y siendo un gran fan de Monty Python's Flying Circus)».

Y en el año 2000 agregó:

«El predecesor de Python, ABC, estaba inspirado en SETL - Lambert Meertens se pasó un año trabajando en el grupo de SETL en la Universidad de Nueva York antes de que surgiera el diseño final de ABC».

### Programación para todos
En el año 1999 realizó una propuesta a DARPA llamada Computer Programming for Everybody, en la que describió qué y cómo debería ser Python:
- Python debería ser fácil, intuitivo y tan potente como sus principales competidores.
- El proyecto sería de código abierto para que cualquiera pudiera colaborar.
- El código escrito en Python sería tan comprensible como cualquier texto en inglés.
- Python debería ser apto para las actividades diarias permitiendo la construcción de prototipos en poco tiempo.

Python es al día de hoy uno de los lenguajes de programación más populares. En 2011 se proclamó el tercer lenguaje más popular en el sitio web GitHub y según la encuesta se encuentra entre los diez lenguajes de programación más demandados en las ofertas de trabajo.

### Mondrian (software de Google)
Durante su estancia en Google, desarrolló Mondrian, un sistema de revisión de código que sería internamente utilizado en la compañía. Se trata de una aplicación web cuyo código está mayormente escrito en Python. El nombre del software es en honor a Piet Mondrian, un pintor holandés.

### Dropbox
El 7 de diciembre de 2012 empezó a trabajar en Dropbox
Después de seis años y medio, se hace pública su partida de Dropbox para jubilarse.

### Microsoft
Casi un año después de estar retirado, decidió volver en 2020 para trabajar en la división de Desarrollo de la compañía Microsoft.

### Premios y reconocimientos
- En 2001 recibió el FSF Award for the Advancement of Free Software por parte de la Free Software Foundation (FSF). El premio le fue entregado en 2002 en la conferencia FOSDEM llevada a cabo en Bruselas, Bélgica.
- En mayo de 2003 le fue otorgado el premio NLUUG.
- La Association for Computing Machinery reconoció en 2006 a Van Rossum como un Ingeniero Sobresaliente.